# Cálpis

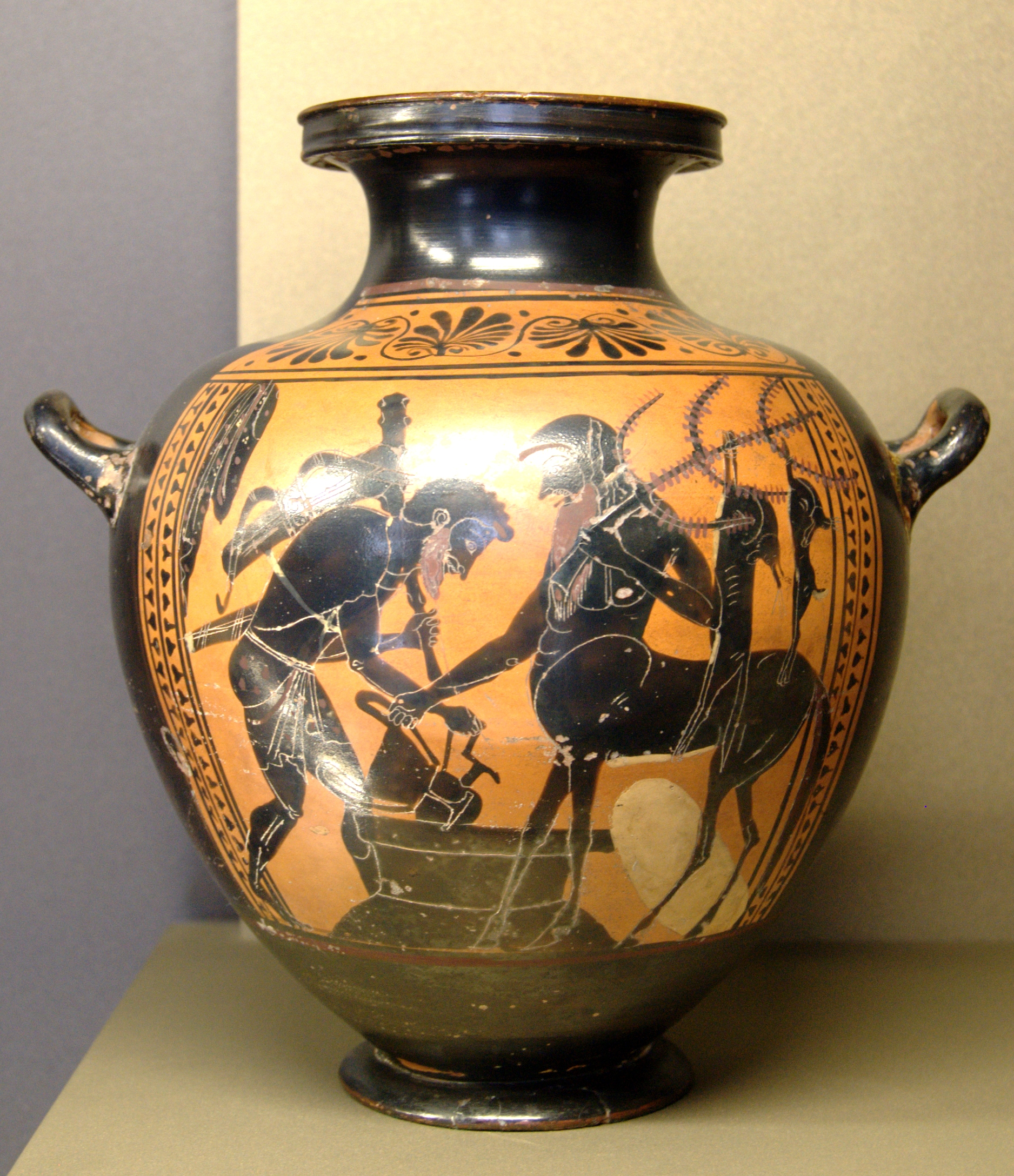
Cálpis ático com figuras negras

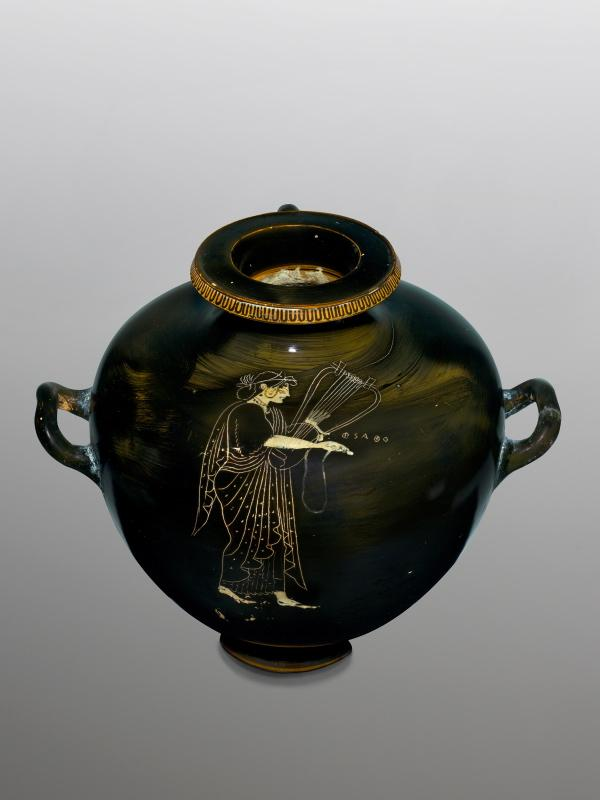
Kalpis, Sappho Painter, ca. 510 BC, National Museum, Warsaw

Cálpis ou Cálpide (em grego: κάλπις; romaniz.: kálpis) era um vaso grego usado para armazenar água. Às vezes é considerado sinônimo de hídria e o próprio dramaturgo ateniense Aristófanes fala de ambos os vasos como se fossem idênticos. Estudiosos, entretanto, optaram pela diferenciação por considerar o cálpis uma modificação da hídria com corpo mais globular, gargalo curto e alças cilíndricas. A distinção é, portanto, meramente convencional.
É um tipo de vaso muito antigo e mencionado tanto por Homero quanto por Píndaro. Para além de sua função primordial ele também se prestava a ser urna funerária, a conservar unguentos, recolher votos e fazer sorteios.